# Transliteración en caracteres chinos
Transliteración se conoce como yīnyì (t=音譯|s=音译) o yìmíng (t=譯名|s=译名) en chino. 

## Sonido, significado y gráfico
Una transliteración hacia caracteres chinos es a veces hecha con la intención de reflejar tanto el significado como el sonido de la palabra transliterada. Por ejemplo, 

## Connotaciones
Ya que una palabra puede ser transliterada de acuerdo al significado o al sonido, una transliteración “inocente” puede ser interpretada sin querer reflejando el significado original. 

## Historia
La transliteración apaereció tempranamente en los textos chinos antiguos cuando los Han interactuaron con gente extranjera, tales como los Xiongnu. 

## Guía Oficial
En la República Popular de China, la guía actual oficial para la transliteración de nombres de personas es la del diccionario...